# 巴基斯坦的泰米尔人
巴基斯坦有一个泰米尔人的小社区。一些泰米尔人从印度南部的泰米尔纳德邦迁徙过来，在1947年独立后定居在卡拉奇。虽然也有一些泰米尔人是从20世纪初卡拉奇在英国统治期间发展起来的。也有在斯里兰卡内战期间抵达的斯里兰卡泰米尔人，他们是印裔巴基斯坦人的一部分。
巴基斯坦的泰米尔人和卡拉什人一样，是巴国内唯一不以伊斯兰教为主的民族。他们大多数是印度教徒，一些泰米尔人基督教徒，还有一些泰米尔人被巴基斯坦的主要宗教同化而信奉伊斯兰教。